# Parque Tecnológico de São Carlos
O Parque Tecnológico de São Carlos foi criado em 17 de dezembro de 1984 pelo Conselho Nacional de Desenvolvimento Científico e Tecnológico (CNPq),  tem como objetivo impulsionar o desenvolvimento científico e tecnológico da região, atraindo empresas que invistam em pesquisa e desenvolvimento (P&D) de alta tecnologia, com desenvolvimento sustentável.
Em 18 de julho de 2008, foi inauguradoa a nova sede do São Carlos Science Park, na Rodovia Luís Augusto de Oliveira (SP-215), no km 148,8.
As atividades atuais do parque estão consolidadas em cinco grupos de ações: Parqtec.Net - Rede de Incubadoras de Empresas; Parqtec.Edu - Escola de Negócios; Parqtec.Org - Programas Institucionais; Parqtec.IPD - Programa de Inovação, Pesquisa e Desenvolvimento e  Parqtec.Parks - Programa de Parques Tecnológicos.
O Parque Tecnológico de São Carlos, está dentro do programa da Secretaria Estadual de Desenvolvimento Sustentável, que mantém no município, uma Delegacia Regional. Os investimentos no Parque, provem tanto da União como do Estado.
Neste ano de 2013, foram assinados com o Estado, mais um aporte de investimentos para a expansão do Parque, junto ao São Carlos Science Park, no qual serão concluídas obras de infraestrutura viária e das redes de água e esgoto do São Carlos Science Park e para a implantação de sistema de Telecomunicação de Banda Larga, a rede SANCA.
O São Carlos Science Park, instalado em prédio de 1.800 metros quadrados, localizado ao lado da fábrica da Volkswagen, é criar um ambiente altamente qualificado, que terá impacto econômico e social diretamente na cidade. Esses recursos servirão para acelerar as pesquisas e a produção no Parque Tecnológico de São Carlos. "O município concentra um Polo nacionalmente reconhecido e possui um dos melhores indicadores de desenvolvimento científico, econômico e social do país".
A cidade no interior de São Paulo virou um polo de startups, além de ter o maior número de pesquisadores com doutorado do país e é o Vale do Silício brasileiro.Mais startups com Onovolab que tem o propósito de colocar o Brasil no cenário de global de inovação.

## Pesquisa
A incubadora de empresas de base tecnológica sem fins lucrativos que oferece apoio para a criação de novos negócios oferecendo o espaço físico para o empreendimento, serviços básicos, assessoria, capacitação e networking. O objetivo da incubadora, é buscar  promover o desenvolvimento do município e região, criando novas oportunidades de trabalho e a melhoria de desempenho dos negócios.

## Cedin
O CEDIN visa fornecer soluções científicas e tecnológicas nas áreas de Alta Tecnologia, com a inovação e competitivas para promover o setor produtivo, tecnologicamente inovadores.
Há também o Instituto Inova que investe no Parque Eco Tecnológico   

## Certificação
O ParqTec recebeu credenciamento definitivo em 5 de abril de 2013, no Sistema Paulista de Parques Tecnológicos (SPTec) e tem suas atividades voltadas para o setor de Tecnologia da Informação e Comunicação, Instrumentação Eletrônica, Automação e Robótica, Engenharia Não-Rotineira, Química Fina, Recursos Humanos, Comércio Exterior, Design, Marketing e Propaganda.

## Convênio
O Parque teve convênio firmado e aprovado pelo CNPq para liberação de cinco bolsas pós Doutorado desse Conselho, nas seguintes áreas: Ciência Tecnologia e Meio Ambiente; Saúde; Habitação e Desenvolvimento Urbano e Educação.

## Parque Eco Tecnológico Damha
O Parque Eco Tecnológico Damha também recebeu credeciamento definitivo em julho de 2012, no Sistema Paulista de Parques Tecnológicos (SPTec) para as suas atividades.
O Parque de São Carlos recebeu credenciamento definitivo em 5 de abril de 2013, no Sistema Paulista de Parques Tecnológicos (SPTec) e tem suas atividades voltadas para o setor de Tecnologia da Informação e Comunicação, Instrumentação Eletrônica, Automação e Robótica, Engenharia Não-Rotineira, Química Fina, Recursos Humanos, Comércio Exterior, Design, Marketing e Propaganda.

## Expansão
Em 2014, o Parque recebe novos investimentos para a expansão do governo do estado, além de uma expansão de 37 mil metros quadrados às margens da Rodovia Washington Luís em doação feita pela Sobloco Construtora.
Em 2018, é implantando o Onovolab que é um Centro de Inovação.